# Symbolspiel
Symbolspiel, auch Fiktionsspiel oder Als-Ob-Spiel, ist die Bezeichnung für eine Spielgattung, bei der Szenen des Umwelterlebens oder der Vorstellung sinnbildlich nachgeahmt und in ein Spielgeschehen umgesetzt bzw. Spiele mit Sinnbildcharakter praktiziert werden.

## Begriff
„Das Symbol setzt die Vorstellung eines abwesenden Objekts voraus. Es arbeitet mit fiktiven Darstellungen und Handlungen an Gegenständen.[…] Es enthält vorgestellte Gegenstände oder Aktionen, die allerdings von der Realität losgelöst und damit der eigenen Verfügbarkeit stark unterworfen sind.“ „Spielen vollzieht sich schon bei Kindern häufig auf einer doppelten Ebene, auf einer Realebene, die sichtbar wird und auf einer Denkebene, die in der Vorstellung beheimatet ist. Die Vorstellungsebene hat Symbolcharakter.“
Die sinnverwandte Bezeichnung „Fiktionsspiel“ macht deutlich, dass es bei dieser Spielkategorie nicht darum geht, Alltagswirklichkeit lediglich abzubilden und nachzuspielen, sondern dass der Spielgedanke eine Veränderbarkeit der Realitäten impliziert und sogar nahelegt. Auch die im Spielalltag weit verbreitete Bezeichnung „Als-Ob-Spiel“ signalisiert schon sehr jungen Kindern, dass eine kreative Verwandlung der Realität gefragt ist.
Das Symbolhandeln im Spiel wird von der Spielwissenschaft über die spezielle Spielgattung hinaus seit den Arbeiten des niederländischen Spielforschers Johan Huizinga in einem weiteren Sinne auch als ein allgemeines, grundlegendes Wesensmerkmal ursprünglichen Spielens verstanden.

## Phänomen
Nach der sogenannten ‚kognitiven Spieltheorie’ von Jean Piaget entstehen die Spielformen des Kindes parallel zur Entwicklung seiner Denkstrukturen. Er unterscheidet dabei drei „Hauptformen des Spiels“, das Übungsspiel, das Symbolspiel und das Regelspiel. Das Übungsspiel oder Funktionsspiel der ersten Lebensmonate, bei dem das Kind vorrangig die Gegenstände seiner Umwelt beschmeckt, betastet, beäugt und nach seinen Funktionsmöglichkeiten ausprobiert, wird nach Piaget etwa vom zweiten bis siebten Lebensjahr weitestgehend durch das Symbolspiel abgelöst. Das Kind befreit sich dabei zunehmend aus dem kindtypischen Egozentrismus und versetzt sich damit in die Lage, seiner Umwelt Rollen zuzuteilen und auch selbst solche einzunehmen, d. h. gedanklich und praktisch aus der Ichbeschränkung herauszutreten. In einem sogenannten „Als-Ob-Spiel“ wird die Realität transformiert: Der Spielende verwandelt sich selbst und die Spielobjekte in sie repräsentierende Akteure und Gegenstände und die Spielhandlung in ein fiktionales Geschehen: „Der Schaukelstuhl wird zum Pferd und es selbst zum Reiter. Eine Stuhlreihe wird zur Eisenbahn und es selbst zum Lokführer, zum Schaffner, zum Fahrgast. Puppenspiele und Kasperlespiele werden interessant.“ Es handelt sich um eine Phase der kindlichen Spielentwicklung, in der reale und imaginäre Spielpartner nachgeahmt und assimiliert werden, um sie sich spielerisch verfügbar zu machen. So wird mit fortschreitenden Umwelterfahrungen das Einkaufen nachgestellt, ein Arztbesuch simuliert, werden Schulereignisse oder familiäre Erfahrungen realistisch oder auch fiktiv als Spielgeschehen ausgelebt und Fantasiegestalten spielerisch erprobt. Das Spielarrangement kann dabei sowohl eine reproduzierende als auch eine das wirkliche Erleben korrigierende Funktion annehmen, zum Beispiel, um „mit einer Sache fertig zu werden“.
Im Gegensatz zu Piaget, der das Symbolspiel allmählich in die „reifste und dem Erwachsenenleben nächstliegende Form des Spiels“, das Regelspiel, übergehen sieht, betonen Spielwissenschaftler wie Andreas Flitner oder H. Nitsch-Berg jedoch, „daß das Spiel –und insbesondere das Symbolspiel- nicht mit dem Schulalter mehr und mehr verschwindet, wie Piaget behauptet, sondern daß es sich in differenzierterer und zum Teil internalisierter Form bis ins Erwachsenenalter fortsetzt.“ Symbolspiele finden sich in vielfältigen Formen, etwa bei den Bewegungsspielen, in der Pantomime, bei den Gesellschaftsspielen oder im Mysterientheater. Als Beispiele dafür können etwa das Völkerballspiel, das Schachspiel oder das Mysterienspiel gelten.

## Beispiele

### Kinderspiele
Bereits Vorschulkinder verstehen, erfinden und praktizieren Symbolspiele. Dazu gehören beispielsweise Kreisspiele wie der Gänsedieb, Puppenspiele, mit denen tägliche Erfahrungen aufgenommen und fantasievoll ausgestaltet werden, wie das Mutter-Kind-Verhältnis, das Einkaufen oder das Umgehen mit verschiedenen Verkehrsmitteln. In Rollenspielen verwandelt sich das Kind in Tiere, andere Menschen, Objekte oder Fantasiegestalten und haucht ihnen mit Dialogen, Geräuschen und Handlungen ein eigenes Leben ein. In Doktorspielen wird der Arztbesuch, in Lehrerspielen die erste Schulerfahrung, im Priesterspiel der Kirchenbesuch gestaltet. Die Impulse erwachsen meist dem realen Leben des sozialen Umfelds, eines Bauernhofs beispielsweise oder dem Erlebnisbereich der Familie, aber auch rezipierten Märchen-, Sagen- oder selbst erfundenen Fantasiegestalten.

### Jugendlichenspiele
Schon Jugendliche erkennen meist nicht mehr, dass sie mit dem Völkerballspiel ein Symbolspiel praktizieren, bei dem zwei Völker mit der symbolischen Waffe Ball gegeneinander einen Ausrottungskrieg führen. Das aus pädagogischen Gründen mit der Zeit veränderte Regelwerk verdeckt heute den einstmals kriegerischen Grundgedanken des Spiels. Bei dem alten Schülerspiel Schiffe versenken, bei dem zwei Spielpartner mit Stift und Papier eine Seeschlacht inszenieren, wird der kriegerische Hintergrund und Symbolcharakter dagegen noch für jedermann klar erkennbar.
In dem Kooperationsspiel Gordischer Knoten, dessen Bezeichnung auf eine Legende um Alexander d. Gr. Bezug nimmt, stellt sich die Aufgabe, ein Problem, in das sich eine Gruppe von Menschen verwickelt hat, miteinander zu lösen. Der legendäre Knoten von Gordion dient dazu als Sinnbild: „In dem Symbolspiel Gordischer Knoten verknüpfen sich die Spielenden mit ihren Armen zu einem zunächst unentwirrbar erscheinenden Knoten, den sie anschließend in Kommunikation und Kooperation miteinander zu entwirren versuchen.“ Spielsituation und Spielgedanke legen es jedoch im Gegensatz zu dem sagenhaften Ereignis nahe, nach einer feinfühligeren Lösung des Problems zu suchen, als sie Alexander zugeschrieben wird.

### Erwachsenenspiele
Auch die Kriegsspiele Erwachsener unterscheiden sich durch ihren Symbolcharakter per definitionem von der blutigen Realität eines wirklichen Kriegsgeschehens: So symbolisiert etwa das Schachspiel mit Brettfiguren das Aufeinandertreffen von zwei feindlichen Armeen unter ihren Heerführern, Offizieren und Mannschaften auf dem Schlachtfeld, wobei das Gefecht auf dem Spielbrett das „Schlagen“ (= Töten) der gegnerischen Krieger intendiert mit dem Ziel, letztendlich den feindlichen König „matt zu setzen“, d. h. gefangen zu nehmen und damit die symbolische Schlacht siegreich zu beenden.
Eine andere Form des Symbolspiels mit mystischem oder religiösem Hintergrund offenbaren die in vielen Kulturen verbreiteten Mysterienspiele: Die Tänzer oder Schauspieler schlüpfen in Masken und Rollen von Gestalten ihrer religiösen Traditionen oder Mythen und spielen in ihnen bestimmte Ereignisse und Glaubenszusammenhänge aus. Dabei vollführen die dem oberflächlichen Betrachter bisweilen grausam erscheinenden Teufel und Dämonen keine realen, sondern nur symbolische, nur in rituellem Kontext zu verstehende Handlungen.

## Probleme
Probleme erwachsen aus dem Symbolspiel vor allem bei einer unsachgemäßen Deutung und einem entsprechenden pädagogischen Umgang mit ihnen, wenn die Symbolebene des Spiels nicht mehr erkannt und etwa mit der Realebene des Alltags verwechselt und gleichgesetzt wird, wenn daraus mit unbewiesenen Transferannahmen bestimmte Folgerungen gezogen und Eingriffe in das Spielgeschehen getätigt werden:
So wird von Spielwissenschaftlern immer wieder registriert, dass das Unterscheidungsvermögen von Lebenswirklichkeit und Spielwirklichkeit, über das Kinder in der Regel noch verfügen, Erwachsenen, die mit dem Wesen des Spiels nicht vertraut sind, häufig bereits abhandengekommen ist. Dies führt in der Folge zu Fehleinschätzungen, Vorurteilen und falschen Schlüssen, etwa bei der sachgerechten Beurteilung von kindlichen Kriegsspielen oder beim Nachspielen der in Märchen allgegenwärtigen Grausamkeiten.

## Chancen
„Die Symbolspiele sind im wesentlichen Reproduktionen der Bilder, die durch die Imitation festgelegt werden,“ konstatiert Andreas Flitner. Sie verdeutlichen, wie Kinder einen Arztbesuch, die Schule, das Elternverhalten erleben oder sich vorstellen, und „Das Spiel folgt der Realität - nicht umgekehrt,“ formuliert Siegbert Warwitz in Bezug auf Entstehung und Auswirkungen des kindlichen Kriegsspiels: Nach der ‚Theorie der Angstabwehr’, einer tiefenpsychologischen Deutung der Spielentstehung im Gefolge von Freud, kann dem Symbolspiel entsprechend auch eine therapeutische Wirkung zugeschrieben werden. Die Psychotherapie weist dem Symbolspiel das Potenzial zu, „Selbstheilungskräfte“ im Menschen zu entwickeln, weshalb es in der heutigen Praxis vor allem bei Kindern nach traumatischen Erfahrungen zum Einsatz kommt.
Die unbeeinflussten Symbolspiele des Kindes ermöglichen dem Spielpädagogen darüber hinaus grundsätzlich Einblicke in die kindliche Psyche und geben dem Kinde selbst wie seinen Erziehern die Chance, erfahrene Realitäten und als negativ erlebte Verhaltensformen umzudeuten und in kreativer Weise Alternativen auszuprobieren.